# 霅川之变
霅川之变，是宋朝的一場叛變未遂的事件，宋宁宗太子赵竑被史弥远貶至霅川（今浙江省湖州市），當地人叛變，擁立赵竑為帝，赵竑並未參加叛變，還協助朝廷平亂，但還是被史弥远賜死。

## 簡介
宋宁宗九名親生兒子皆幼年夭折，後來將遠房堂姪趙詢立為太子，可惜趙詢廿八歲時英年早逝，宁宗立沂王趙抦的養子赵竑为太子，於是沂王王位懸空，命权臣史彌遠尋找賢明的宗室，過繼沂王一系，以繼承王位。史彌遠門客余天錫向彌遠推薦赵昀（宋太祖之子赵德昭九世孫），後封赵昀為沂王。
當時史弥远把持朝政，赵竑不滿，曾扬言即位后将处置史弥远，流放「瓊州或崖州」，史弥远行賄赵竑的妾侍，因而得知消息，便生废竑之意。
嘉定十七年（1224年）宁宗崩，史弥远与杨皇后勾结，另立赵昀为天子，是为宋理宗，以赵竑为济王，出居霅川。
次年，宝庆元年（1225年），霅川人潘壬、潘丙兄弟與從兄弟潘甫起事，立竑为帝。趙竑不從，派王元春稟報朝廷，並派遣州兵討伐，史彌遠亦調遣軍隊鎮壓，不久潘氏兄弟被殺，但史彌遠依然以謀反罪，派余天錫賜死趙竑。史称“霅川之变”。
趙竑身亡後，原被追贈為少師，封保靜軍、鎮潼軍節度使。不久又被剝奪王爵，追貶為巴陵郡公。